# Davandeh
Davandeh... (persa: ...دونده, El corredor) és una pel·lícula iraniana del 1984 dirigida per Amir Naderi, un dels principals directors de cinema iranià abans i després de la Revolució iraniana.
"Davandeh" va ser potser la primera de les pel·lícules iranianes posteriors a la revolució que va cridar l'atenció mundial. Va marcar el to de moltes de les pel·lícules posteriors: realisme, perspectiva infantil del món, innocència, delicadesa, ambientada en barris pobres, exposant grans disparitats de riquesa, recolzant bona part de la pel·lícula sobre les espatlles d'un jove actor, utilitzant el llenguatge infantil. viu com a analogies o exposicions explícites dels problemes del món adult. La pel·lícula ha estat celebrada per presentar una imatge autèntica de la trobada amb la modernitat al cinema iranià.

## Argument
Amiro és un jove orfe que va créixer a la ciutat petroliera iraniana d'Abadan. Per sobreviure, treballa i fa moltes feines petites. Amb altres nens del carrer, corre darrere dels trens a la ciutat. També li agrada cridar als vaixells des de lluny, suplicant-los que el portin a bord, i els avions que l'enlairin. L'Amiro s'adona que per aconseguir els seus somnis ha d'anar a l'escola.
En gran part autobiogràfica, aquesta pel·lícula d'Amir Naderi és una història d'obsessió i esperança.

## Repartiment
- Abbas Nazeri
- Majid Niroumand
- Musa Torkizadeh

## Premis
- 1985 : Montgolfière d'or al Festival dels Tres Continents.[3]